# Rusland op het Junior Eurovisiesongfestival
Rusland deed tussen 2005 en 2021 mee aan het  Junior Eurovisiesongfestival. In totaal heeft het land 17 keer aan het liedjesfestijn deelgenomen. Zestien Russische inzendingen eindigden bij de beste tien en twee daarvan wisten het festival zelfs te winnen. Sinds 2022 is Rusland uitgesloten van deelname aangezien de Russische omroepen hun lidmaatschap van de EBU hebben opgeschort.

## Geschiedenis

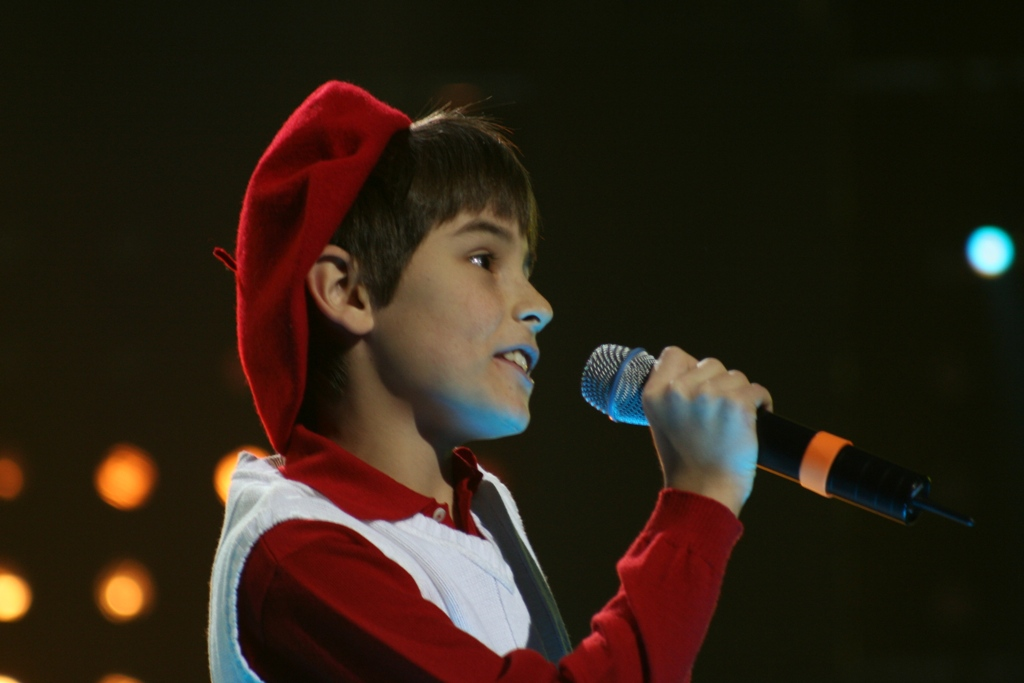
Vlad Kroetskich in Hasselt (2005).

Rusland maakte zijn debuut op het Junior Eurovisiesongfestival in 2005, tijdens de derde editie in het Belgische Hasselt. De eerste Russische inzending (Doroga k solntsoe van Vlad Kroetskich) stelde met een negende plaats enigszins teleur, maar in 2006 wist het land een eerste overwinning binnen te slepen met de negenjarige tweeling Nastja en Masja Tolmatsjova en hun liedje Veseni jazz.
De Russen waren op het Junior Eurovisiesongfestival vaak succesvol: hun eerste veertien inzendingen eindigden allemaal in de top tien. Hoogtepunten waren onder meer de jaren 2009 en 2010, toen Rusland tweemaal op rij de tweede plaats behaalde. In 2009 gebeurde dit dankzij de elfjarige Jekaterina Rjabova met het liedje Malenki prints (over het sprookje De kleine prins) en in 2010 dankzij het duo Sasja Lazin & Liza Drozd met het lied Boy and girl. De editie van 2010 verloor Rusland met slechts één punt verschil van de Armeense Vladimir Arzumanian en zijn liedje Mama.
Jekaterina Rjabova vertegenwoordigde Rusland in 2011 opnieuw en werd daarmee de eerste artieste die tweemaal aan het Junior Eurovisiesongfestival meedeed. Haar tweede plaats van 2009 wist ze echter niet te evenaren: ze eindigde als vierde, een positie die de Russen ook in 2012 en 2013 zouden behalen. In 2012 gebeurde dit met Lerika, die het jaar voordien voor Moldavië was uitgekomen en toen zesde werd.
De Russische inzendingen werden vrijwel altijd gekozen via een nationale voorronde waaraan meerdere kinderen deelnamen. Uitzonderingen hierop waren de jaren 2005 en 2014, toen een interne selectie plaatsvond. In 2014 werd Alisa Kozjikina naar voren geschoven, die eerder dat jaar de Russische versie van The Voice Kids had gewonnen. Ze eindigde als vijfde met haar liedje Dreamer, waarin naast het Russisch ook een Engelse tekst voorkwam. Waar de Russische inzendingen gedurende de eerste jaren meestal volledig in de eigen taal werden vertolkt, werd vanaf 2014 telkens gekozen voor een combinatie met het Engels.

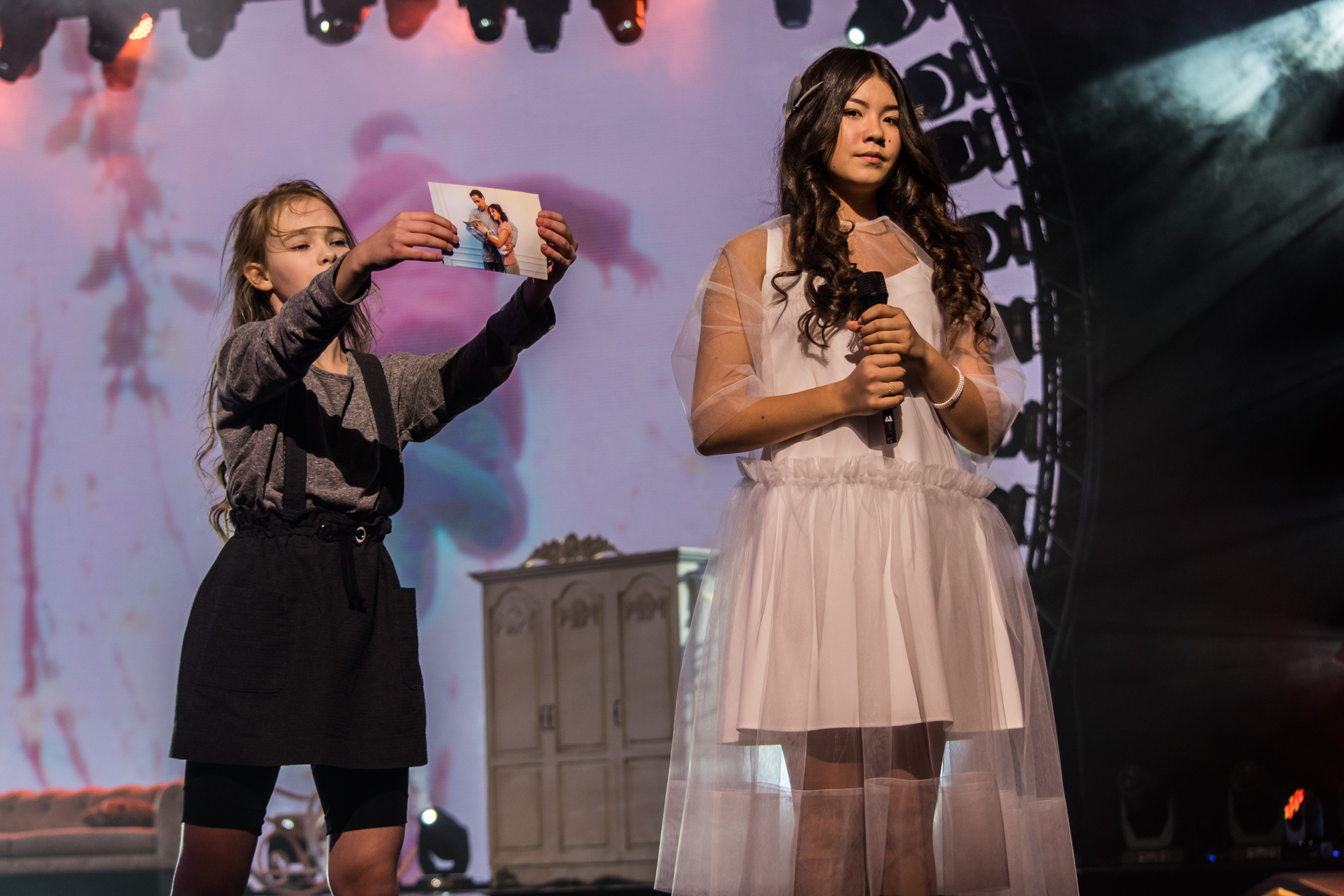
Polina Bogoesevitsj haalde in 2017 de tweede Russische overwinning binnen.

In 2017 trad Rusland aan met de 14-jarige Polina Bogoesevitsj, die het lied Wings ten gehore bracht. Bogoesevitsj ontving bij de puntentelling een totaal van 188 punten (drie punten meer dan gastland Georgië) en stelde daarmee de tweede Russische overwinning op het Junior Eurovisiesongfestival veilig. Ondanks de zege kregen de Russen echter niet de optie om het festival van 2018 te organiseren. De regel dat een winnend land de volgende editie voor zijn rekening mag nemen was weliswaar al enkele jaren gebruikelijk, maar de editie van 2018 was vooraf door de EBU al aan Wit-Rusland gegund. Het Junior Eurovisiesongfestival heeft zodoende nooit in Rusland plaatsgevonden.
Na de winst van 2017 boekten de Russen enkele jaren op rij matige resultaten. In 2019 strandden Tanja Mezjentseva en Denberel Oorzjak bijvoorbeeld op de dertiende plaats, waarmee Rusland voor het eerst buiten de top tien belandde. Desondanks deed Mezjentseva in 2021 nogmaals mee, nu met meer succes: met haar lied Mon ami werd ze ditmaal zevende.

### Uitsluiting
Naar aanleiding van de Russische invasie van Oekraïne, die in februari 2022 begon, pleitten verschillende leden van de EBU voor een schorsing van de Russische omroepen. Hoewel hier niet direct gehoor aan werd gegeven, werd korte tijd later wel besloten om Rusland uit te sluiten voor deelname aan het Eurovisiesongfestival van 2022. In een reactie hierop besloten de Russische omroepen hun lidmaatschap van de EBU onmiddellijk op te schorten. Later werden de Russische leden van de EBU alsnog officieel geschorst, waarmee Rusland het recht om aan EBU-evenementen deel te nemen voor onbepaalde tijd verloor. Ook een Russische deelname aan het Junior Eurovisiesongfestival is voorlopig uitgesloten.

## Russische deelnames
| Jaar | Artiest                              | Lied                    | Plaats | Punten | Taal               |
| ---- | ------------------------------------ | ----------------------- | ------ | ------ | ------------------ |
| 2005 | Vlad Kroetskich                      | Doroga k solntsoe       | 9      | 66     | Russisch           |
| 2006 | The Tolmachevy Twins                 | Veseni jazz             | 1      | 154    | Russisch           |
| 2007 | Aleksandra Golovtsjenko              | Otlitsjnitsa            | 6      | 105    | Russisch           |
| 2008 | Michail Poentov                      | Spit angel              | 7      | 73     | Russisch           |
| 2009 | Jekaterina Rjabova                   | Malenki prints          | 2      | 116    | Russisch           |
| 2010 | Sasja Lazin & Liza Drozd             | Boy and girl            | 2      | 119    | Russisch           |
| 2011 | Jekaterina Rjabova                   | Kak Romeo i Dzjoeljetta | 4      | 99     | Russisch           |
| 2012 | Lerika                               | Sensation               | 4      | 88     | Russisch en Engels |
| 2013 | Dajana Kirillova                     | Dream on                | 4      | 106    | Russisch           |
| 2014 | Alisa Kozjikina                      | Dreamer                 | 5      | 96     | Russisch en Engels |
| 2015 | Michail Smirnov                      | Metsjta                 | 6      | 80     | Russisch en Engels |
| 2016 | Water of Life Project                | Water of life           | 4      | 202    | Russisch en Engels |
| 2017 | Polina Bogoesevitsj                  | Wings                   | 1      | 188    | Russisch en Engels |
| 2018 | Anna Filiptsjoek                     | Unbreakable             | 10     | 122    | Russisch en Engels |
| 2019 | Tanja Mezjentseva & Denberel Oorzjak | A time for us           | 13     | 72     | Russisch en Engels |
| 2020 | Sofia Feskova                        | My new day              | 10     | 88     | Russisch en Engels |
| 2021 | Tanja Mezjentseva                    | Mon ami                 | 7      | 124    | Russisch en Engels |

| Kleur | Betekenis      |
| ----- | -------------- |
|       | Eerste plaats  |
|       | Tweede plaats  |
|       | Derde plaats   |
|       | Laatste plaats |
|       | Gastland       |

## Gegeven en gekregen punten
| Plaats | Land        | Punten |
| ------ | ----------- | ------ |
| 1      | Wit-Rusland | 144    |
| 2      | Armenië     | 132    |
| 3      | Georgië     | 109    |
| 4      | Oekraïne    | 82     |
| 5      | Malta       | 55     |

| Plaats | Land        | Punten |
| ------ | ----------- | ------ |
| 1      | Wit-Rusland | 151    |
| 2      | Armenië     | 129    |
| 3      | Oekraïne    | 96     |
| 4      | Nederland   | 88     |
| 5      | Servië      | 87     |

## Twaalf punten
(Een vetgedrukte editie betekent dat het land die editie won.)
| Aantal | Land        | Edities                                    |
| ------ | ----------- | ------------------------------------------ |
| 6      | Wit-Rusland | 2005, 2006, 2011, 2013, 2016 (J), 2016 (K) |
| 5      | Armenië     | 2007, 2009, 2010, 2014, 2015               |
| 3      | Georgië     | 2008, 2017 (J), 2018 (J)                   |
| 2      | Kazachstan  | 2020 (J), 2021 (J)                         |
| 1      | Australië   | 2019 (J)                                   |
| 1      | Oekraïne    | 2012                                       |

| Aantal | Land            | Edities                            |
| ------ | --------------- | ---------------------------------- |
| 6      | Wit-Rusland     | 2005, 2006, 2007, 2008, 2009, 2010 |
| 3      | Azerbeidzjan    | 2013, 2018 (J), 2021 (J)           |
| 3      | Noord-Macedonië | 2016 (K), 2017 (J), 2021 (J)       |
| 3      | Zweden          | 2006, 2011, 2013                   |
| 2      | Armenië         | 2010, 2013                         |
| 2      | Oekraïne        | 2006, 2009                         |
| 2      | Servië          | 2006, 2016 (K)                     |
| 1      | Australië       | 2017 (J)                           |
| 1      | België          | 2006                               |
| 1      | Bulgarije       | 2011                               |
| 1      | Georgië         | 2017 (J)                           |
| 1      | Kazachstan      | 2021 (J)                           |
| 1      | Kroatië         | 2006                               |
| 1      | Malta           | 2010                               |
| 1      | Portugal        | 2017 (J)                           |
| 1      | Roemenië        | 2006                               |

2005 · 2006 · 2007 · 2008 · 2009 · 2010 · 2011 · 2012 · 2013 · 2014 · 2015 · 2016 · 2017 · 2018 · 2019 · 2020 · 2021 · 2022-2024